# Kabinet-Marschler

Wapen van Thüringen

Het kabinet-Marschler regeerde van 8 mei 1933 tot 12 april 1945 over de Duitse deelstaat Thüringen. Het kabinet-Marschler bestond geheel uit NSDAP-ministers.
| Ambt               | persoon                                                       | partij |
| ------------------ | ------------------------------------------------------------- | ------ |
| Minister-President | Willy Marsch                                                  | NSDAP  |
| Binnenlandse Zaken | Fritz Wächtler tot 1935                                       | NSDAP  |
| Justitie           | Otto Weber                                                    | NSDAP  |
| Financiën          | Willy Marschler                                               | NSDAP  |
| Economische Zaken  | Willy Marschler                                               | NSDAP  |
| Onderwijs          | Fritz Wächtler                                                | NSDAP  |
| Staatsraden        | Erich Mackeldey Johannes Meister Paul Junghanns Gustav Zunkel | NSDAP  |